# Hoorn (Heerde)

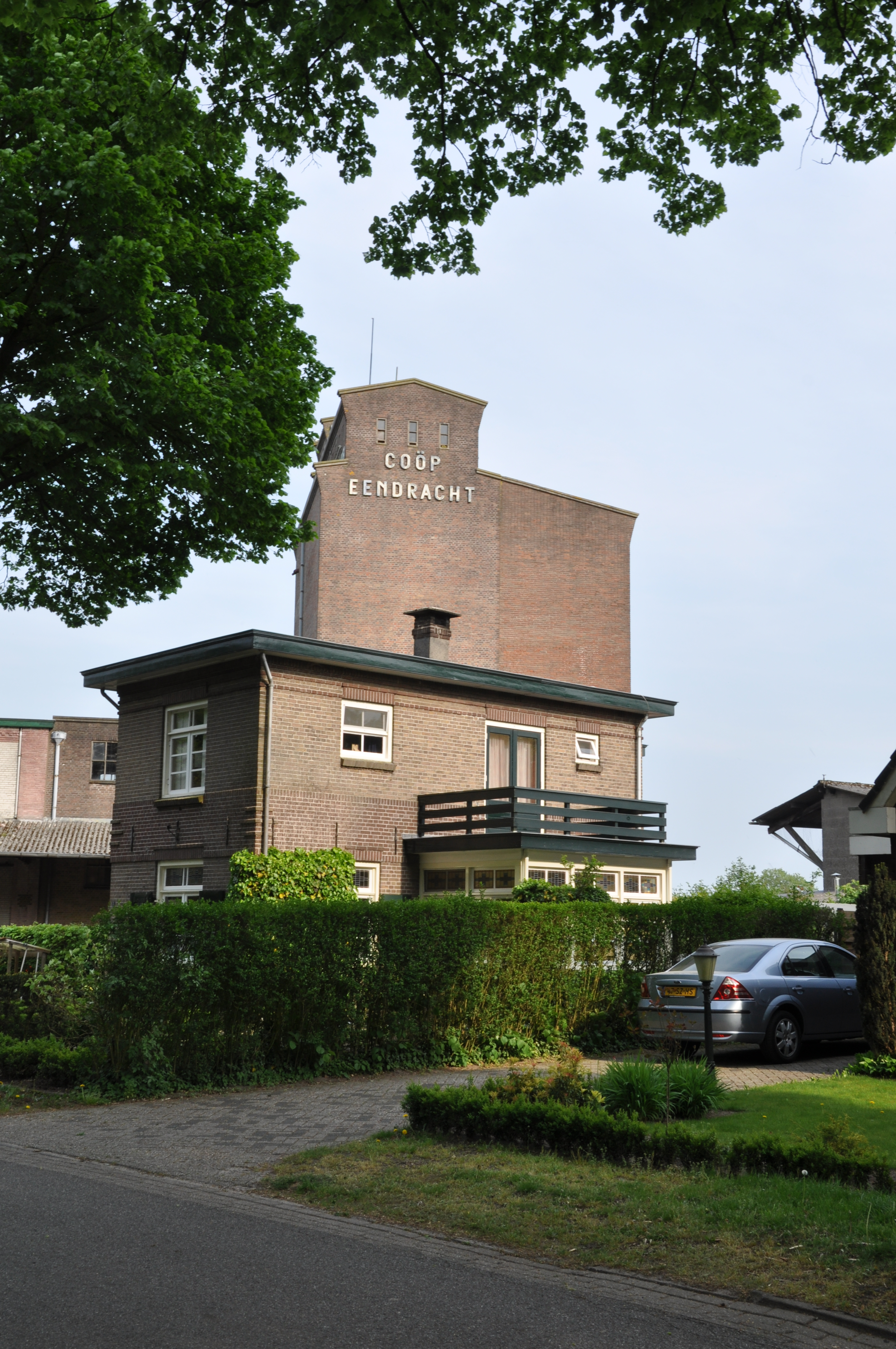
Vroeger gebouw van de Coöperatie De Eendracht

Hoorn is een buurtschap in de gemeente Heerde in de Nederlandse provincie Gelderland. Het is gelegen aan het Apeldoorns Kanaal op 2 kilometer ten noordoosten van Heerde, en 14 kilometer ten zuiden van Zwolle. Elk jaar wordt er het Hoornerfeest gehouden. Deze buurtschap vierde in 2017 zijn 90-jarig bestaan.

## Statistieken
De buurtschap telt volgens de census van het Centraal Bureau voor de Statistiek in 2005 220 inwoners, van wie 110 vrouwen en 110 mannen. In 2005 waren er tachtig huishoudens; een gemiddelde van 2,6 personen per huishouden. In 2005 telde Hoorn 1 inwoner van allochtone afkomst. De cijfers zijn gebaseerd op gegevens van de vastgestelde grenzen van de buurtschap door B&W; dit is dus exclusief het buitengebied van Hoorn.

## Bereikbaarheid
Buslijn 304 (station Apeldoorn - station Zwolle; comfortRRReis) stopt ten westen van de buurtschap. De halte ligt op ongeveer 20 minuten lopen van de buurtschap.

## CoöperatieDe Eendracht
Een karakteristiek pand in Hoorn is het gebouw van de Coöperatie De Eendracht. Deze coöperatie is in 1910 opgericht door de boeren, die, door gezamenlijk landbouwbenodigdheden (veevoer of kunstmest bijvoorbeeld) in te kopen, beter opgewassen waren tegen de handelaren. De grootste bloei beleefde de coöperatie in de wederopbouwjaren; in 1950 waren er 162 boeren lid; in 1966 driehonderd. De Eendracht werd overgenomen door Novaco. Vanaf 1974 vinden alle activiteiten vanuit Emst plaats en is het gebouw van de Coöperatie De Eendracht gesloten.
Hoofdplaats: Heerde      Dorpen: Veessen · Vorchten · Wapenveld

Buurtschappen: Bakhuisbos · Berghuizen · Hoorn · Hoornerveen · Horsthoek · Markluiden · Wapenveld-noord · Werven · Wolbert

Gelderland: Steden en dorpen in Gelderland      Nederland: Provincies · Gemeenten